# 嶺南丸事件
嶺南丸事件（れいなんまるじけん、中国語: 嶺南丸被炸沉事件）は、日本占領時期の香港で1944年12月24日に発生した、内河運営組合に所属する汽船「嶺南丸」が香港からマカオへ向かう途中でアメリカ軍の空襲を受けて沈没し、近くにいた別の船に乗っていた者も含め349人の死者が出た事件。

## 経過
当日の午前11時、468人が乗り込み、その9割ほどが中国人だった嶺南丸は、香港を出港したが、同じ頃、汽船「福海丸」と小型汽船「新東安」も航行しており、新東安は木製のポンツーン（木躉船）2艘を曳航していた。この中では福海丸が先行して1kmほど離れていたが、新東安号は嶺南丸より10mほど先に出ながら並んで航行しており、香港の西側の主要な航路である龍鼓水道の大小磨刀の近くに差し掛かったとき、アメリカ軍の戦闘機3機が飛来して、急降下から低空飛行しつつ、船の乗客の多くを機銃掃射で撃ち殺し、一等客室、二等客室の乗客たちは混乱に陥りながら散り散りに三等客室へ逃れようとした。アメリカ軍機は、機銃掃射の後、再び上昇してから爆弾を投下し、第一彈は煙突附近に命中した。船は傾き始め、そこに第二弾が投下されて船全体が大破し、沈没した。船に乗っていた乗客たちは、機銃掃射で死傷したものは別として、泳げる者は皆が海に逃れ、泳げない者は海上に流れ出て浮遊していた大型家具などにしがみついていたが、救命ボートを使って逃れた者はほとんどおらず、その他の大部分の乗客は客室内に取り残されて逃れることができなくなった。最終的に船は沈没し、わずかに煙突の先端だけが水面上に露出するだけとなった。隣を航行していた新東安も機銃掃射を受け、船長が被弾して死亡した。新東安は爆弾は被弾せず、沈没も免れたため、残った船員たちは助けを求めて深水埗に向かった。

## 救援
深水埗の警察当局は、知らせを受けて直ちに船を派遣して救援に向かい、また捜索と救助に協力した帆船も1艘あり、合わせて121人を救出した。そのうち24人は受傷しており、その男性20人、女性4人は九龍の広華医院に運ばれたが、うち男性1人は重傷で後に死亡した。その他の347人はそのまま現場の海に沈み、新東安の船長も合わせて349人が犠牲となった。死者の中には、香港華民代表だった陳廉伯も含まれていたが、その妻と子どもひとりは生還した。